# Franciska Zólyom
Franciska Zólyom (* 1973 in Budapest) ist eine ungarische Kunsthistorikerin und Ausstellungskuratorin. Sie war die Kuratorin des deutschen Beitrags auf der Biennale von Venedig 2019.

## Leben und Werk
Zólyom studierte von 1997 bis 1999 Kunstgeschichte in Köln und Paris. Zeitgleich kuratierte sie Ausstellungen am Museum Ludwig in Budapest, unter anderem von Jiří Kolář: Collages (mit Richard Drury, 1998), Cindy Sherman: The Complete Untitled Film Stills (1998); Rondo. Werke mittel- und osteuropäischer Künstler (1999) und die Retrospektive von Orshi Drozdik (mit Dóra Hegyi, 2002). Im öffentlichen Raum gehen in Budapest unter anderem die Aktionen Right: Here: Now mit temporären Monumenten im Stadtraum (seit 2004) und Cinemascope mit Kunstinstallationen im Atrium Filmtheater (Átrium Film-Színház, 2004) auf sie zurück.
Ein Rave-Stipendium des Instituts für Auslandsbeziehungen (IfA) verbrachte sie am Hamburger Bahnhof – Museum für Gegenwart in Berlin. Hier realisierte sie Projekte wie Stan Douglas: Le Détroit (2001) und Berlin North. Zeitgenössische Künstler aus den nordischen Ländern in Berlin. (2003/2004). Von 2006 bis 2009 war sie Direktorin des Instituts für zeitgenössische Kunst im ungarischen Dunaújváros (Kortárs Művészeti Intézet - Dunaújváros), wo sie mit internationalen Künstlern wie Gilbert Hage, Tamás Kaszás, Tilo Schulz, Sean Snyder, Tehnika Schweiz diverse orts- und kontextspezifische Ausstellungen zeigte.
Seit 2012 ist Zólyom Direktorin der Galerie für Zeitgenössische Kunst (GfZK) in Leipzig, wo sie Projekte unter anderem mit Céline Condorelli, Andreas Fogarasi, LITTLE WARSAW, Experimental Jetset, Dainius Liškevičius und myvillages.org realisiert hat. Des Weiteren ist sie Mitglied im Universitätsrat der Bauhaus-Universität Weimar und im Sächsischen Kultursenat. 2006 war sie Gründungsmitglied der ungarischen Sektion der Association Internationale des Critiques d’Art (AICA).
Im Januar 2018 wurde Franciska Zólyom vom geschäftsführenden Bundesaußenminister Sigmar Gabriel zur Kuratorin des deutschen Beitrags auf der Kunst-Biennale in Venedig 2019 berufen. Sie stellte Arbeiten der Künstlerin Natascha Sadr Haghighian vor.